# チン・グ
チン・グ（朝: 진 구、1980年7月20日 - ）は、韓国の俳優。ソウル特別市出身。VAROエンターテインメント所属。

## 来歴
海軍での兵役を終えた2003年、24歳の時にSBSドラマ『オールイン』でイ・ビョンホン演じるイナの子役で俳優デビュー。

## 人物・エピソード
- 学歴：三育義明大学　広告情報科
- 趣味・特技：バスケットボール
- 理想のタイプは、優しくて心温かい女性
- 2020年12月にBHエンターテイメントからVAROエンターテインメントへ移籍

## 出演

### ドラマ
- オールイン（2003年、SBS） - キム・インハ（幼少期） 役
- ノンストップ5（2004年-2005年、MBC） - チン・グ 役
- スポットライト（2008年、MBC） - イ・スンチョル 役
- 東京天気雨（朝鮮語版）（2006年、SBS） - バク・サンギル 役
- 太陽をのみ込め（朝鮮語版）（2009年、SBS） - キム・イルファン 役
- 花を咲かせろ！ イ・テベク（朝鮮語版）（2013年、KBS） - イ・テベク 役
- 純情に惚れる（朝鮮語版）（2015年、JTBC） - マ・ドンウク 役
- 太陽の末裔（2016年、KBS） - ソ・デヨン 役
- ハイクラス〜私の1円の愛〜（2016年-2017年、MBC） - パク・ゴヌ 役
- アンタッチャブル（朝鮮語版）（2017年、JTBC） - チャン・ジュンソ 役
- ミスター・サンシャイン（2018年、tvN） - コ・サンワン 役
- リーガル・ハイ（2019年、JTBC） - コ・テリム 役
- 刑事ロク 最後の心理戦（2022年、Disney+） - クク・ジンハン 役

### 映画
- 甘い人生（2005年） - ミンギ役
- 卑劣な街（朝鮮語版）（2006年） - ジョンソー役
- 愛なんていらない（2006年） - ミッキー 役
- 奇談（朝鮮語版）（2007年） - パク・ジョンナム 役
- トラック（朝鮮語版）（2008年） - キム・ヨンホ 役
- 超能力カップル（朝鮮語版）（2008年） - スミン 役
- 母なる証明（2009年） - ジンテ 役
- 食客2（朝鮮語版）（2010年） - ソンチャン 役
- 血闘（朝鮮語版）（2011年） - ドゥ・ヤング 役
- 裏切りの陰謀（朝鮮語版）（2011年） - ユン・ヒョク 役
- 26年（2012年） - クベ・ジベク 役
- ポイントブランク ～標的にされた男～（朝鮮語版）（2014年） - ベク・ソンフン 役
- バトル・オーシャン 海上決戦（2015年） - イム・ジュンヨン 役
- セシボン（2015年） - イ・チャンヒ 役
- ワンライン（朝鮮語版）（2017年） - チャン課長 役
- 僕にはとても大切な君（2021年） - ジェシク 役
- THE WITCH/魔女 -増殖-　마녀(魔女) Part2. The Other One（2022年） - ヨンドゥ 役